# Ptiliogonys caudatus
Il pigliamosche sericeo codalunga, anche noto come ptilogonio codalunga (Ptiliogonys caudatus Cabanis, 1861) è un uccello passeriforme della famiglia Ptiliogonatidae.

## Etimologia
Il nome scientifico della specie, caduatus, deriva dal latino ("dalla coda lunga") e rappresenta un chiaro riferimento alla lunga coda di questi uccelli: il loro nome comune altro non è che la traduzione di quello scientifico.

## Descrizione

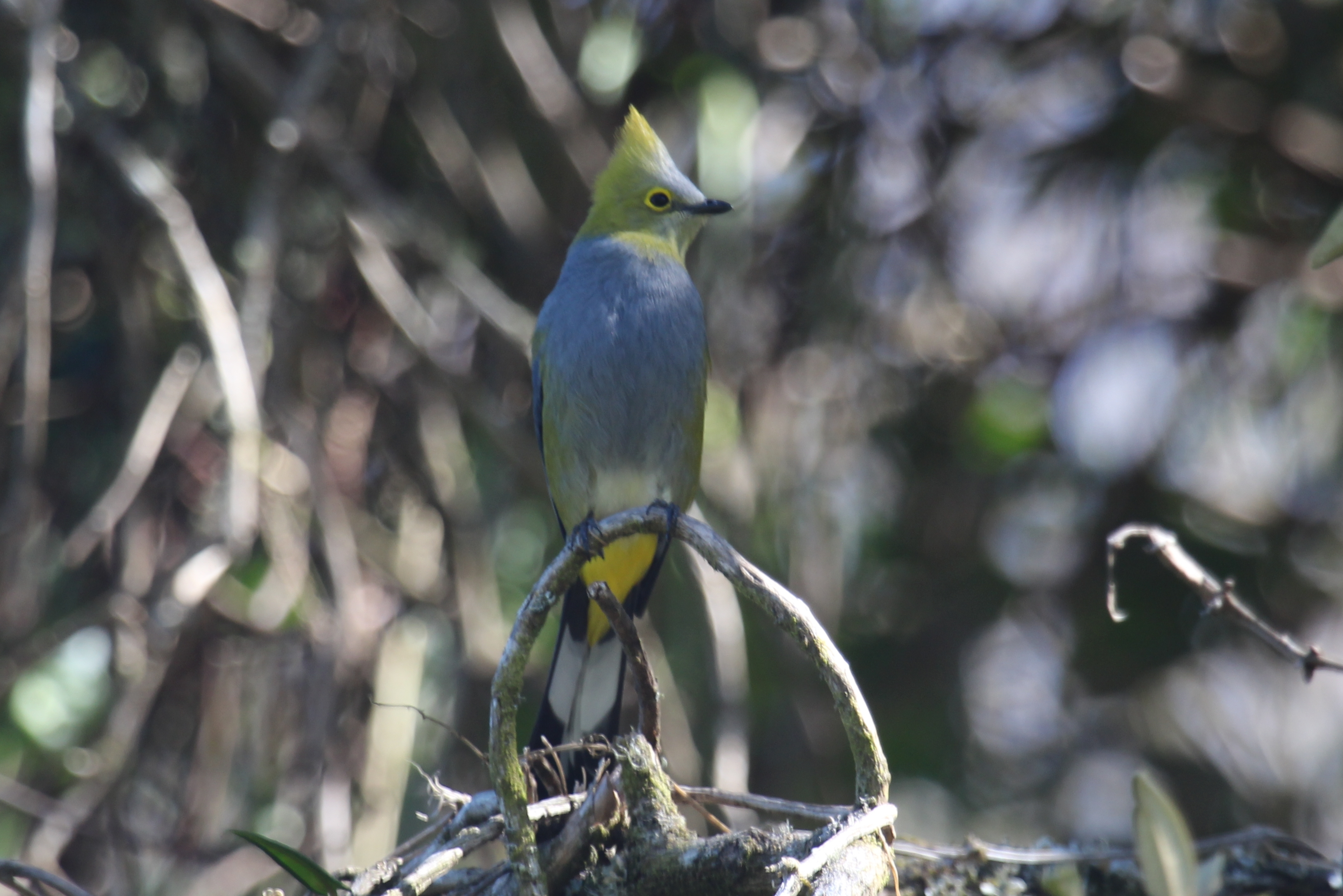
Esemplare in natura.

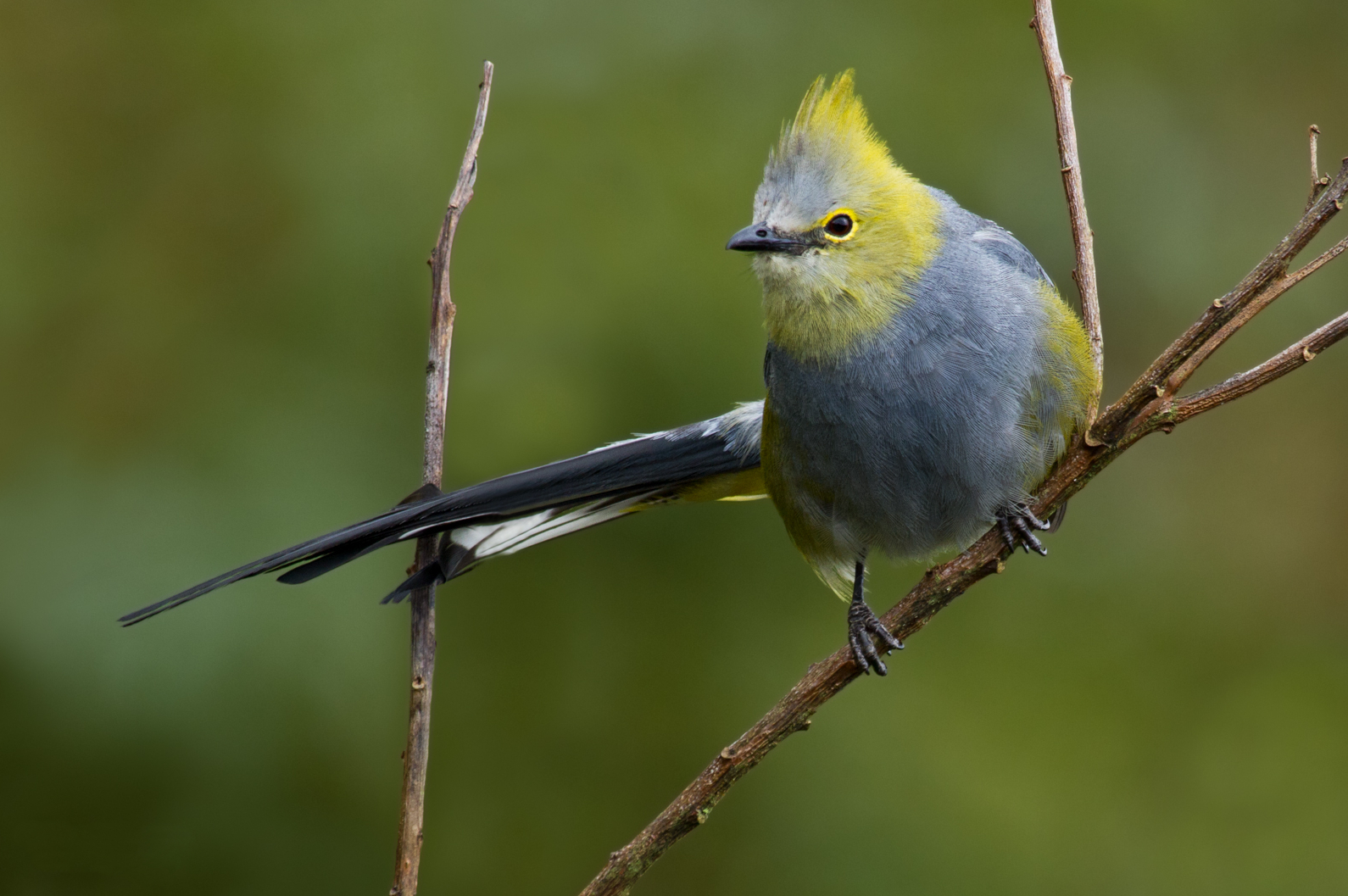
Esemplare in Costa Rica.

### Dimensioni
Misura 20-24,4 cm di lunghezza (dei quali la metà spetta alla coda), per 37 g di peso: a parità d'età, i maschi sono leggermente più grossi e pesanti rispetto alle femmine.

### Aspetto
Si tratta di uccelletti dall'aspetto massiccio e paffuto, con testa arrotondata sormontata da una cresta erettile di penne e munita di corto becco conico e robusto, ali digitate, zampe corte e sottili e lunga coda (caratteristica questa alla quale la specie deve sia il proprio Nome comune che il nome scientifico) dalla vaga forma romboidale. 
Il piumaggio, soffice e sericeo, si presenta di colore grigio-topo su fronte, petto, dorso e ali, talvolta con vaghe sfumature blu-violacee ed in ogni caso più scuro e tendente al nerastro sulle remiganti: il resto della testa è di colore bruno-olivastro, talvolta con sfumature giallastre, e dello stesso colore sono i fianchi e l'area fra le zampe, mentre il sottocoda è di colore giallo oro. Il ventre e l'area alla base del becco sono di un colore grigio più chiaro che tende al biancastro, mentre la lunga coda è nera alla base, sugli orli e sulla metà distale, mentre per il resto è di colore bianco.
Il dimorfismo sessuale è presente, con le femmine che (oltre ad essere più piccole in virtù della coda più corta) presentano minore vividezza della colorazione bruna cefalica e ventrale, maggiormente tendente al grigio.
Il becco e le zampe sono di colore nerastro: gli occhi sono di colore bruno scuro, con cerchio perioculare giallo.

## Biologia
Si tratta di uccelli diurni, che all'infuori della stagione riproduttiva possono essere osservati in gruppetti: essi passano la maggior parte della giornata alla ricerca di cibo, non di rado posizionandosi su posatoi in evidenza (come ad esempio rami sporgenti di alberi o cespugli a mezza altezza) per catturare le prede al volo in maniera simile ai pigliamosche.
I richiami del pigliamosche sericeo codalunga sono corti ed acuti, rappresentati da un musicale cinguettio bitonale.

### Alimentazione

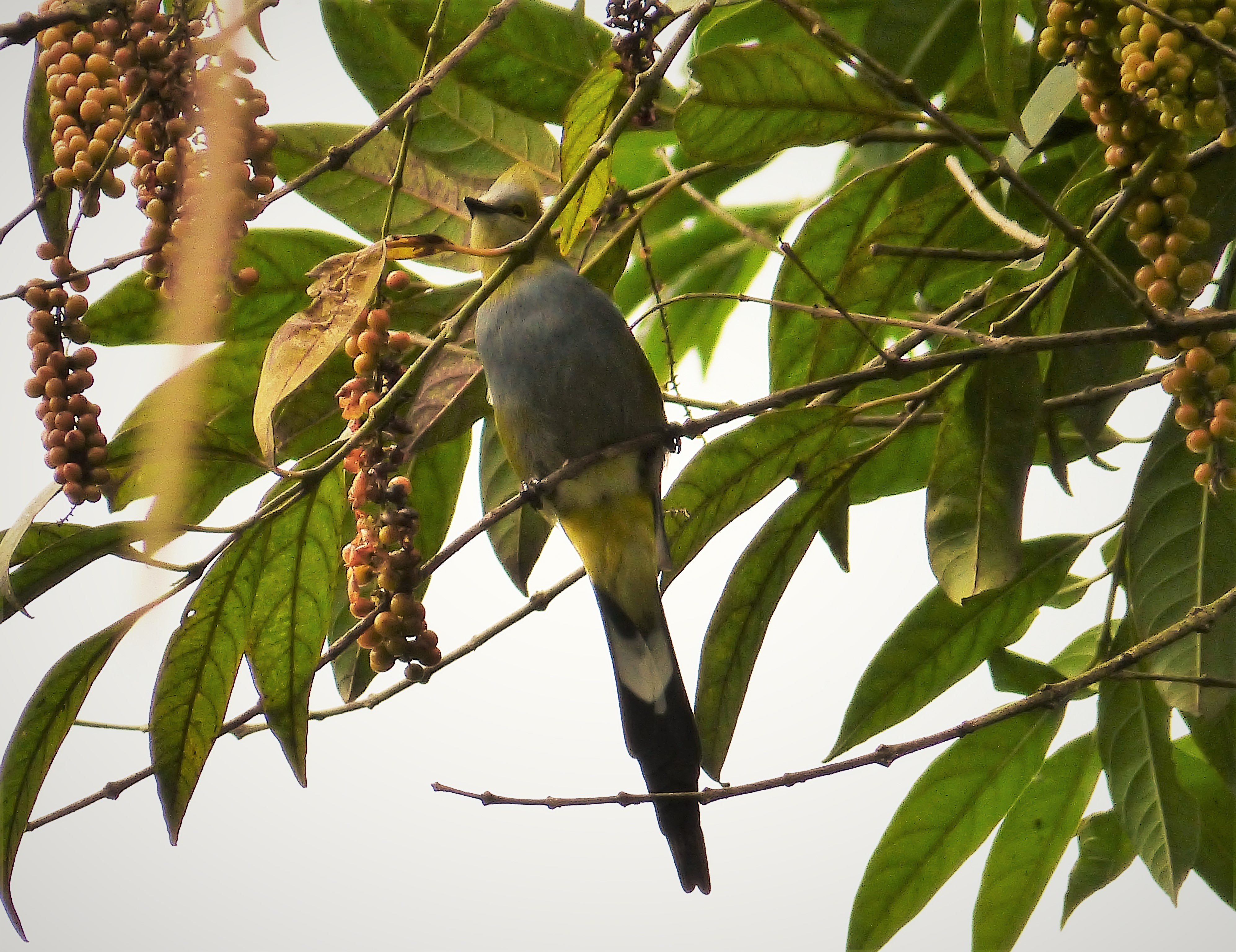
Esemplare si nutre a Río Sereno.

La dieta di questi uccelli può dirsi onnivora, componendosi sia di bacche che di piccoli animali: tuttavia, la prima componente (costituita in massima parte dai frutti di Citharexylum e Fuchsia arborescens, fra i rami dei quali la specie può essere sovente osservata, ma anche da bacche di Loranthaceae) risulta praticamente sempre preponderante rispetto alla seconda (rappresentata da piccoli insetti alati catturati al volo, ricercati in special modo durante il periodo degli amori per far fronte all'aumentato fabbisogno energetico).

### Riproduzione
Si tratta di uccelli monogami, che si riproducono da aprile a giugno.
Il nido, a forma di coppa, viene costruito da ambedue i partner (sebbene sia la femmina ad addossarsi il grosso del lavoro, col maschio che sorveglia i dintorni e può talvolta fornire alla compagna parte del materiale da costruzione) alla biforcazione della parte distale di un ramo d'albero, a 2-18 m d'altezza dal suolo, intrecciando fibre vegetali e licheni.

Al suo interno, la femmina depone 1-3 uova di colore bianco sporco, con grossolana pezzatura rosata, che provvede a covare alternandosi col maschio per circa due settimane, al termine delle quali schiudono pulli ciechi ed implumi.

I piccoli, imbeccati ed accuditi da ambedue i genitori, divengono in grado d'involarsi a 18-25 giorni dalla schiusa: dopo l'involo, tuttavia, essi continuano a rimanere coi genitori (seguendoli durante i loro spostamenti e talvolta chiedendo loro l'imbeccata) ancora per un certo periodo, prima di allontanarsene in maniera definitiva. 

## Distribuzione e habitat

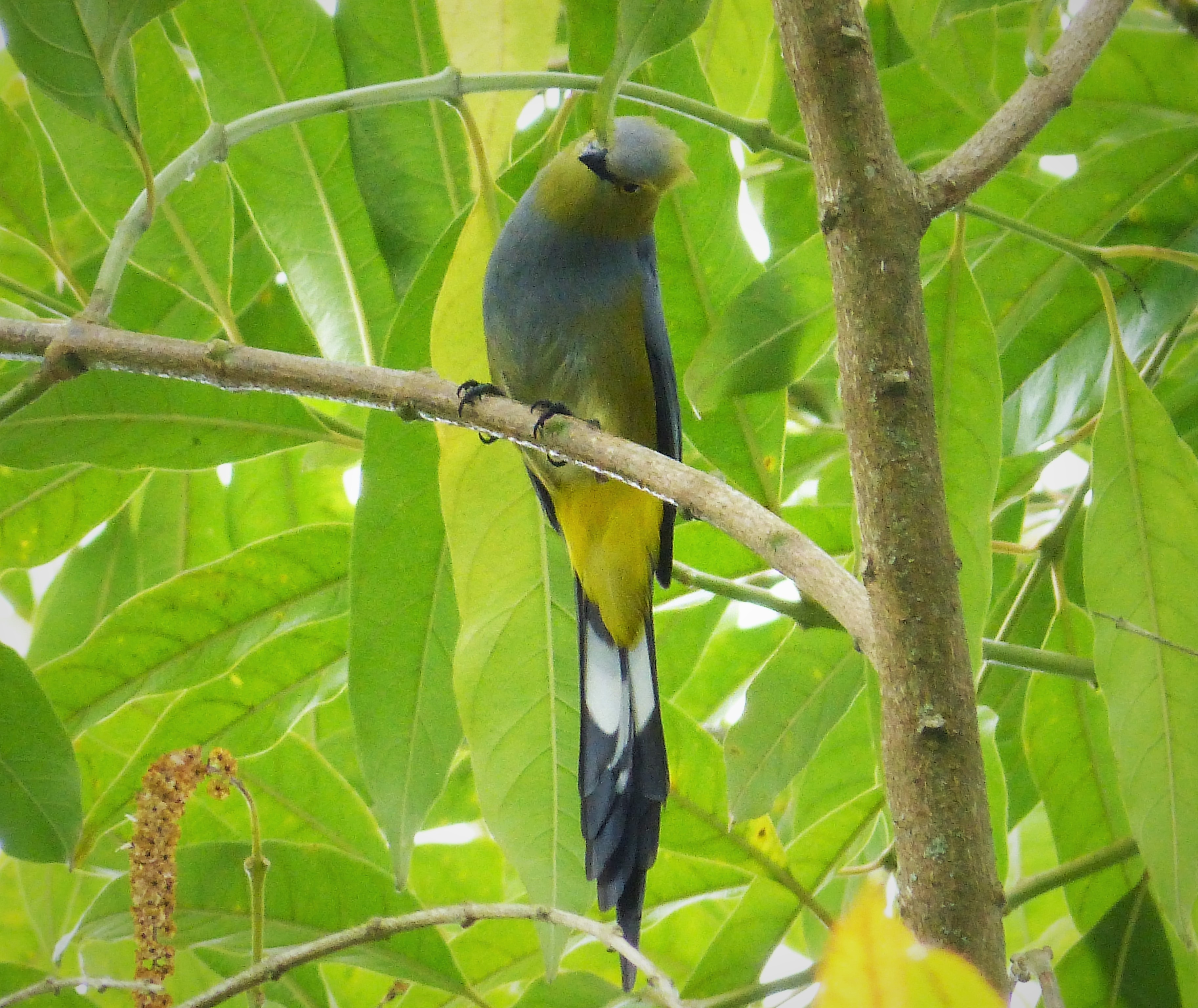
Esemplare nella Provincia di Chiriquí.

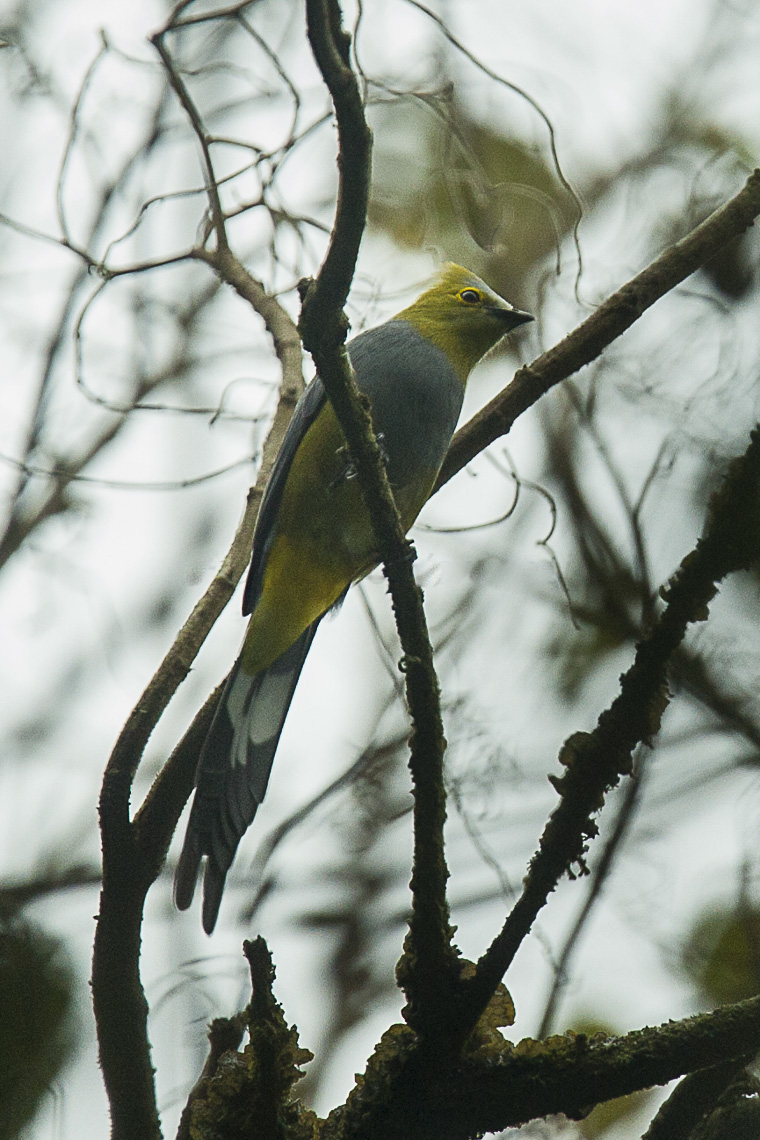
Esemplare a Panama.

Il pigliamosche sericeo codalunga è diffuso in America Centrale, popolando un areale piuttosto ristretto che corrisponde alla Cordigliera Vulcanica Centrale ed alla Cordigliera di Talamanca, in Costa Rica, spingendosi attraverso le propaggini meridionali di queste catene montuose fino al nord-est di Panama.
La specie è generalmente residente nell'areale di distribuzione, tuttavia le popolazioni più in quota possono scendere più a valle durante i mesi invernali al fine di evitare i rigori eccessivi della stagione fredda, ed i gruppi all'infuori del periodo riproduttivo tendono a mostrare un certo potenziale di dispersione.
L'habitat di questi uccelli è rappresentato dalla foresta montana secondaria, prediligendo le aree aperte (come ad esempio i pascoli alpini) con presenza di macchie alberate sparse al di sopra dei 1850 m di quota.